# イオン半田店
イオン半田店（イオンはんだてん）は、愛知県半田市にあるイオンリテール株式会社が運営・管理する総合スーパー（GMS）である。通称はイオン半田。

## 概要
建物は、地上2階層のGMS単体の商業施設。店舗は1階と2階の2階層で、駐車場は屋上駐車場と店舗敷地内の平面駐車場となっている。
イオングループの店舗で知多半島区域では最南端に所在している。

## 沿革
- 1994年（平成6年）- 当地への出店計画を表明[3]。
- 1995年（平成7年）11月25日 - ジャスコ運営の「ジャスコ半田店」として開店[4]。
- 2001年（平成13年）8月21日 - 運営会社であるジャスコ株式会社がイオン株式会社に商号変更。
- 2005年（平成17年）11月25日 - 開店10周年を迎える。
- 2010年（平成22年）4月21日 - 営業時間を短縮し、食品売場の24時間営業が終了[5]。
- 2011年（平成23年）3月1日 - GMS事業の再編に伴い、「イオン半田店」へ店名変更[6]。
- 2015年（平成27年）11月25日 - 開店20周年を迎える。

## フロアとテナント

### フロア概要
核店舗のイオン半田店と23の専門店で構成される。
| 階  | フロア概要                       |
| --- | -------------------------------- |
| R階 | 屋上駐車場                       |
| 2階 | 直営売場・専門店街・フードコート |
| 1階 | 直営売場・専門店街               |

### 主なテナント
出店テナント全店の一覧詳細情報は公式サイト「専門店」「フロアガイド」を、営業時間およびATMを設置している金融機関の詳細は公式サイト「営業時間」を参照。
テナント情報は2022年（令和4年）6月時点。
1階
- ハニーズ（レディス）
- マクドナルド（ファストフード）
- パン工場（ベーカリー）

2階
- キャンドゥ（100円ショップ）
- スガキヤ（ラーメン）
- モーリーファンタジー（アミューズメント）

## 交通アクセス
国道247号沿いに立地する。
鉄道
- JR武豊線 / 衣浦臨海鉄道 - 東成岩駅から徒歩で約10分。
- 名鉄河和線 - 青山駅から徒歩で約15分。

バス
- 武豊町コミュニティバス - 北部赤ルートに乗車。
- 半田市公共交通バス「ごんくる」 - 青山・成岩線（青成バス）に乗車。
  - いずれも「イオン半田店」バス停で下車。

自動車
- 知多半島道路 / 南知多道路 - 半田ICより約7分。

### 駐車場
当施設の駐車場は、800台利用可能である。
| 施設駐車場 | 駐車可能時間 | 備考                                        |
| ---------- | ------------ | ------------------------------------------- |
| 平面駐車場 | 24時間       | 北側入口は、23:00で閉鎖                     |
| 屋上駐車場 | 8:00 - 20:45 | 高さ制限2.2m／屋上登りスロープは、19:40閉鎖 |

## 近隣施設
- JFEスチール知多製造所
- 東成岩駅（JR武豊線・衣浦臨海鉄道）
- 武豊町立北保育園